# 伊萬尼夫卡 (南烏克蘭斯克市鎮)
47°53′24″N 31°7′27″E / 47.89000°N 31.12417°E
伊萬尼夫卡（烏克蘭語：Іванівка）是位於烏克蘭南部的村莊，由尼古拉耶夫州沃茲涅先斯克區的南烏克蘭斯克市鎮負責管轄。該村始建於1888年，面積5.04平方公里，海拔高度79米，2001年人口656，人口密度每平方公里130.2人。